# Штихно Мирон Федорович
Мирон Федорович Штихно (1891 — розстріляний 1937) — український радянський державний діяч, голова Запорізької міської ради.

## Життєпис
Службовець.
Член РКП(б) з 1919 року.
У січні 1931 — січні 1935 року — заступник голови Запорізької міської ради та голова Запорізької міської планової комісії. Кандидат у члени бюро Запорізького міського комітету КП(б)У та член пленуму Запорізького міського комітету КП(б)У.
19 січня — 10 лютого 1933 року — голова Запорізької міської ради Дніпропетровської області.
25 листопада — 30 грудня 1933 року — в.о. голови Запорізької міської ради.
У липні — листопаді 1934 року — голова Дніпробудівської районної міської ради.
У лютому 1935 — 1937 року — голова Бердянської міської ради Дніпропетровської області.
У 1937 році заарештований органами НКВС. 25 серпня 1937 року засуджений Військовою колегією Верховного суду СРСР до розстрілу.
Посмертно реабілітований.

## Родина
Син: Штихно Володимир Миронович (1931—2019). Онук: Штихно Дмитро Володимирович (н. 16.12.1964). Правнук: Штихно Кирило Дмитрович (н. 6.01.1985). Праправнук: Штихно Максим Кирилович (н. 4.09.2018).